# David Desser
David Desser (né en 1953) est un universitaire américain, historien du cinéma et japonologue.

## Biographie
Professeur émérite d'analyse de film à l'université de l'Illinois à Urbana-Champaign et ancien directeur de l'unité de cette université pour les études de cinéma, David Desser est un expert du cinéma asiatique, en particulier du cinéma japonais, ainsi que du cinéma juif.
Il est ancien rédacteur en chef de Cinema Journal qui est publié par la Society for Cinema and Media Studies (en), première organisation mondiale de spécialistes du cinéma et des médias.
Il est actuellement corédacteur en chef du Journal of Japanese and Korean Cinema.

## Source de la traduction
- (en) Cet article est partiellement ou en totalité issu de l’article de Wikipédia en anglais intitulé « David Desser » (voir la liste des auteurs).